# Quinta do Rouxinol
Koordinaten: 38° 38′ 40,5″ N, 9° 8′ 42,9″ W
Der römische Töpferofen von Quinta do Rouxinol befindet sich unter einem Schutzdach neben dem Parkplatz der Gezeitenmühle (portugiesisch Moinho da Máre) in Corroios, einem Ortsteil von Seixal, in Portugal. Er hat etwa 2,5 m Durchmesser. Die wieder zugedeckte Ausmauerung ist bis zu einer Höhe von 80 cm erhalten.

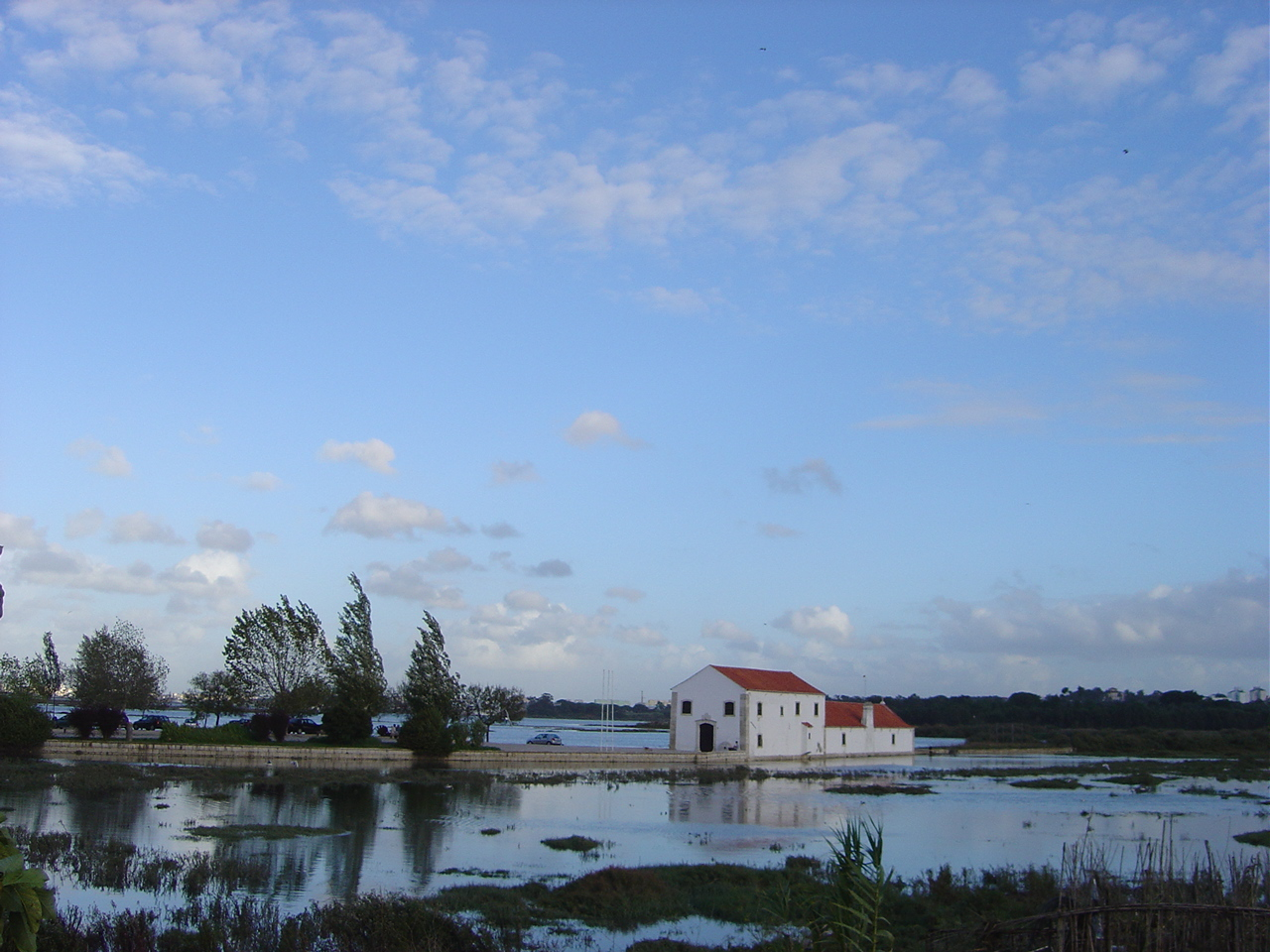
Moinho da Máre – Gezeitenmühle

Vom 1. bis zum 4. Jahrhundert produzierten die lokalen Töpfereien vor allem Amphoren für Garum und andere Fischsaucen, die in der Umgebung hergestellt wurden, z. B. in Tróia. Ähnliche Töpferofenfunde gibt es rund um das Mündungsbecken des Tejo.